# 藤橋城

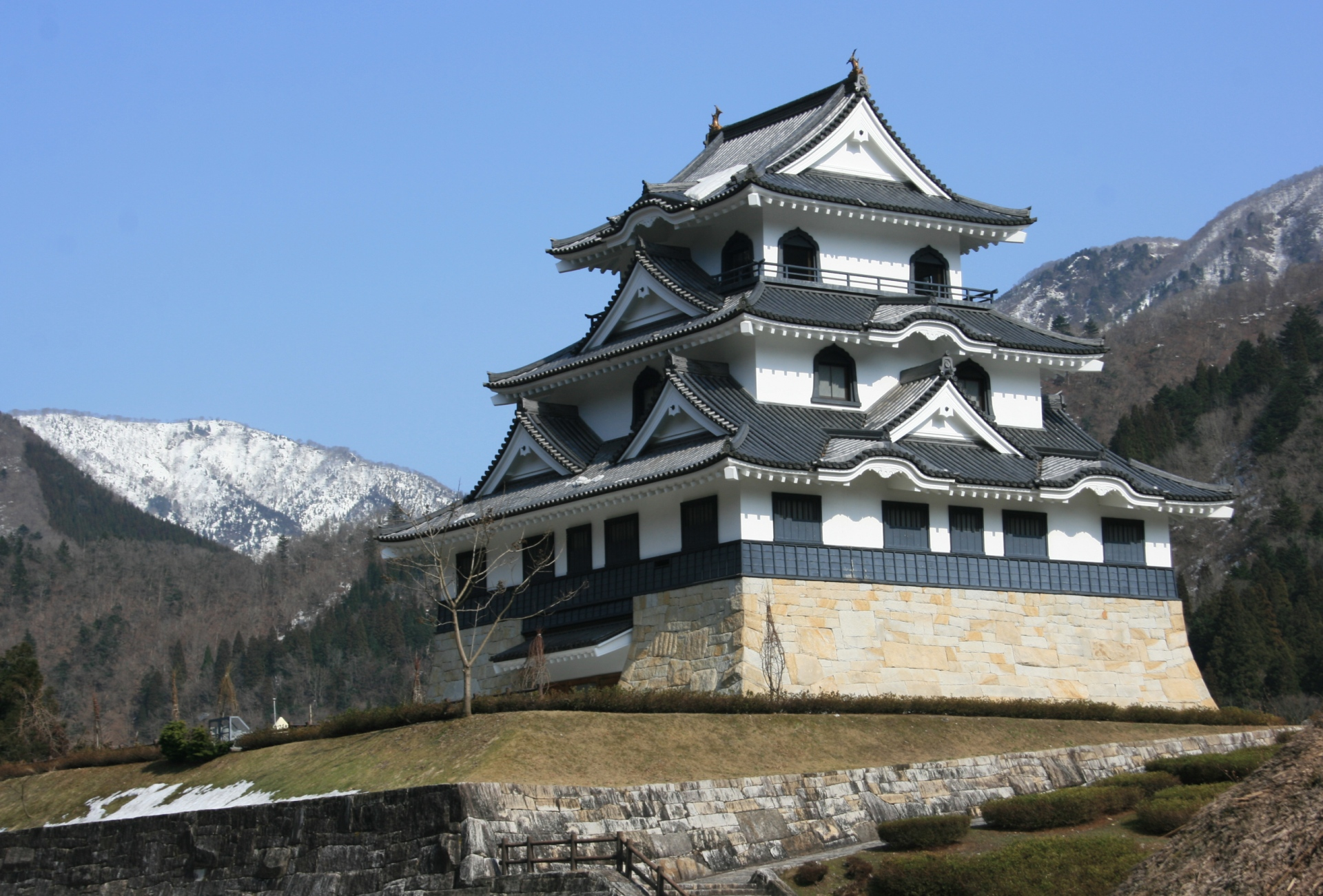
残雪の山と藤橋城

藤橋城・西美濃プラネタリウム（ふじはしじょうにしみのぷらねたりうむ）は、岐阜県揖斐郡揖斐川町鶴見（旧藤橋村）にある町営のプラネタリウム。

## 概要
1989年に旧藤橋村が建設した「プラネタリウム」で、外見を彦根城に似た天守風にし藤橋城と名づけた。
藤橋城は4階建てで、1階がプラネタリウム、2階が星の展示室、3階が旧藤橋村の歴史と民俗の展示（甲冑も展示）、4階が展望室である）。
かつてこの地には「杉原砦」と呼ばれる砦があったが、付近には多数の砦があり、現在の藤橋城のある場所に痕跡は全く無く、砦があった明確な事実はない。城址としてでなく完全な観光地として成立している。2021年5月30日放送のテレビ朝日系列ナニコレ珍百景で紹介された。

## 施設利用
休館日毎週月曜日と火曜日（祝日と重なる場合は週初めの2日間）、及び12月から3月（積雪の為）。
開館時間10:00から16:30
入場料大人500円、小人250円、幼児100円で、隣の藤橋歴史民俗資料館と共通。

## 杉原砦
藤橋城付近には、かつて南北朝時代に「杉原砦」といわれる砦があったとされる。南北朝時代、この地は美濃国から越前国、近江国に抜ける戦略上重要な地であり、南朝側の新田義貞が、北朝側の土岐氏に対抗し砦を建設されたとされている。廃砦時期は不明。南朝勢力側の砦があったのは事実ではあるが、資料によっては築城時期が1400年頃となっているが、1400年頃は新田義貞はもう生存しておらず、南北朝時代も終わっている為、矛盾がある。
なお、この地の住人に杉原家盛（杉原六郎左衛門家盛）があり、後の豊臣秀吉の正室ねねはこの家の出身。

## アクセス
- 名神高速道路 大垣ICより80分
- 岐阜市・大垣市より70分
- 国道417号の東側の揖斐川右岸にある。

## 周辺施設
- 西美濃天文台（城に隣接）[1]
- 藤橋歴史民俗資料館[2]
- 揖斐川の上流部には徳山ダムと徳山会館がある[3]。